# Distretto di Mid e East Antrim
Il distretto di Mid e East Antrim è uno dei distretti dell'Irlanda del Nord, nel Regno Unito. È stato creato nell'ambito della riforma amministrativa entrata in vigore nell'aprile del 2015 unendo i territori dei distretti di Ballymena, Larne e Carrickfergus.